# Lars-Erik Cederman

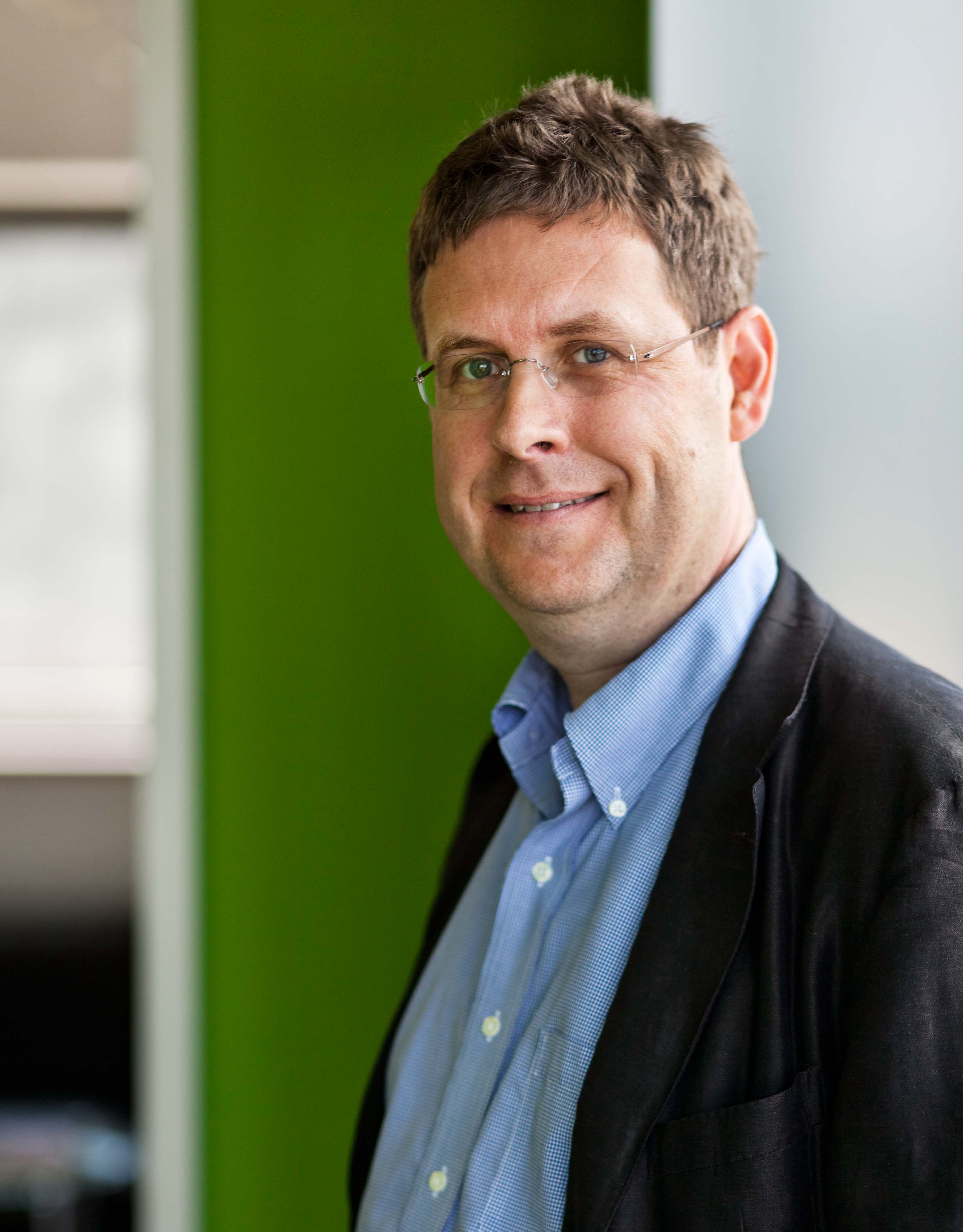
Lars-Erik Cederman (2016)

Lars-Erik Cederman (* 27. Mai 1963 in Storfors) ist ein schwedisch-schweizerischer Politikwissenschaftler und Professor am Lehrstuhl für Internationale Konfliktforschung an der ETH Zürich. Seine Forschung beschäftigt sich mit Ungleichheit zwischen ethnischen Gruppen und Bürgerkrieg, Machtteilung, Staatsbildung und Nationalismus.

## Werdegang
Cederman erhielt einen M.Sc. in Technischer Physik von der Universität Uppsala im Jahr 1988 und einen M.A. in Internationalen Beziehungen vom Hochschulinstitut für internationale Studien und Entwicklung in Genf im Jahr 1990. Im Jahr 1994 erhielt er seinen Doktortitel in Politikwissenschaften an der Universität Michigan. Danach hatte er Positionen an der Universität Michigan, dem Hochschulinstitut für internationale Studien und Entwicklung in Genf, an der Universität Oxford, der University of California, Los Angeles (UCLA), und an der Universität Harvard. Im Jahr 2003 wurde er Professor an der ETH Zürich.
Er war Direktor des Center for Comparative and International Studies (CIS) sowie Mitbegründer des ETH Risk Center und des Kompetenzzentrums für Coping with Crises in Socio-Economic Systems. Außerdem führte Cederman das Europäische Netzwerk für Konfliktforschung (ENCoRe), ein Horizon-2020-Programm.

## Auszeichnungen
Im Jahr 1998 erhielt Cederman den angesehenen Furniss Award für seine Monographien Emergent Actors in World Politics: How States and Nations Develop and Dissolve. Dieses Buch basiert auf seiner Dissertation, für welche er 1995 den Horace H. Rackham Distinguished Dissertation Award von der Universität Michigan erhielt. Das Buch Inequality, Grievances, and Civil War, welches Cederman zusammen mit Kristian Skrede Gleditsch und Halvard Buhaug 2013 veröffentlichte, gewann vier Preise: den International Studies Association Best Book Award, den American Political Science Association Conflict Processes Best Book Award, den Conflict Research Society Book of the Year Award (Co-Gewinner) und die Medaille Network of European Peace Scientists für die beste Publikation in Friedensforschung.
Außerdem wurde Cederman zweimal der Heinz Eulau Award für den besten Artikel in der American Political Science Review verliehen: 2011 für den Artikel Horizontal Inequalities and Ethno-Nationalist Civil War: A Global Comparison und 2001 für den Artikel Back to Kant: Reinterpreting the Democratic Peace as a Collective Learning Process.
Das GROWup-Projekt, eine Datenbank, wo die Daten, welche von Cedermans Forschungsgruppe generiert werden, heruntergeladen werden können, wurde honoriert mit dem J. David Singer Data Innovation Award 2015.
Im Jahr 2018 erhielt Cederman den Marcel-Benoist-Preis für seine Arbeit über die politische Friedensbildung und die Einbeziehung ethnischer Minderheiten. Im Jahr 2019 wurde Lars-Erik Cederman in der Sektion Ökonomik und Empirische Sozialwissenschaften als Mitglied in die Nationale Akademie der Wissenschaften Leopoldina aufgenommen.

## Drittmittel
Cederman ist und war Leiter verschiedener Forschungsprojekte, welche vom Schweizerischen Nationalfonds (SNF) und dem Schweizer Netzwerk für Internationale Studien (SNIS) finanziert wurden. 2018 erhielt er vom Europäischen Forschungsrat (ERC) einen Advanced Grant von 2,5 Millionen Euro für ein Forschungsprojekt über nationalistische Staatsbildung und Konflikt.

## Daten
Seit 2003 sammeln Cederman und seine Forschungsgruppe Daten über ethnische Gruppen und ihre Teilnahme an Konfliktprozessen. Diese Daten sind in der Ethnic Power Relations (EPR) Dataset Family zusammengefasst. Die Datenbank enthält alle politisch relevanten ethnischen Gruppen und gibt Auskunft über ihren Zugang zur Staatsmacht in allen Ländern der Welt von 1946 bis 2017. Ebenso gibt es Informationen über Siedlungsgebiete dieser Gruppen mit digitalen Karten, ihre Beteiligung an Konflikten, sprachliche und religiöse Spaltungen und Flüchtlingsströme. Alle Daten sind frei über GROWup – Geographical Research On War, Unified Platform zugänglich.

## Werke (Auswahl)
- Emergent Actors in World Politics: How States and Nations Develop and Dissolve. Princeton University Press, Princeton, NJ, 1997.
- Back to Kant: Reinterpreting the Democratic Peace as a Macrohistorical Learning Process. In: American Political Science Review. Bd. 95, Nr. 1, 2001, S. 15.
- mit Kristian Skrede Gleditsch, Halvard Buhaug: Inequality, Grievances, and Civil War. Cambridge University Press, New York, NY, 2013.
- mit Nils B. Weidmann, Kristian Skrede Gleditsch: Horizontal Inequalities and Ethnonationalist Civil War: A Global Comparison. In: American Political Science Review. Bd. 105, Nr. 3, 2011, S. 478–495.